# Semnul fiarei (film)
Semnul fiarei  (titlu original: The Mark) este un film american creștin din 2012 regizat de James Chankin. Prezintă întâmplări fictive din perioada numită Răpirea Bisericii.  În rolurile principale joacă actorii Craig Sheffer, Gary Daniels și Eric Roberts.

## Prezentare
Chad Turner (Craig Sheffer) este implantat cu un cip de computer biometric (semnul fiarei). Răpirea are loc, în timp ce Joseph Pike (Gary Daniels) îl caută pe Turner în scopul de a încerca să obțină controlul asupra semnului fiarei. Cooper (Eric Roberts), șeful securității din Avanti, compania care a creat cipul, este ținut ostatic de către Pike, totul pentru a-l găsi pe Turner. Chad Turner trebuie să rămână în viață în ciuda șanselor mici de reușită ca să păstreze cipul pentru a nu cădea în mâinile cui nu trebuie.

## Distribuție
- Craig Sheffer ca Chad Turner
- Gary Daniels ca Joseph Pike
- Eric Roberts ca Cooper
- Sonia Couling ca Dao
- Byron Gibson ca Jenson
- Art Supawatt Purdy ca Jock

## Continuare
O continuare denumită The Mark 2: Redemption a avut premiera în 2013, cu acțiunea având loc imediat după încheierea primului film. Finalul filmului sugerează încă o continuare, dar încă neconfirmată.